# Saint-Aubin-lès-Elbeuf
Saint-Aubin-lès-Elbeuf è un comune francese di 8 191 abitanti situato nel dipartimento della Senna Marittima nella regione della Normandia.

## Società

### Evoluzione demografica
Abitanti censiti